# Пиринско дело
„Пиринско дело“ е български всекидневен вестник, излизал от 1945 до 1995 година в Горна Джумая (от 1950 г. Благоевград), основният регионален вестник в Югозападна България.

## История
Първият брой на вестника излиза на 29 януари 1945 година и до 19 декември 1987 година „Пиринско дело“ е печатен орган на Окръжния комитет на БКП и Окръжния комитет на Отечествения фронт в Благоевград. Първият главен редактор на вестника е Георги Мадолев (1945), а след него Лиляна Чаракчиева (1945 - 1946), Мирчо Юруков (1946 - 1963), Димитър Кехайов (1963 - 1975), Илия Иванов Сарин (1975 - 1989) и Крум Стоянов Михайлов (1989 – 1990).
Вестникът е създаден с цел пропагандиране на македонизма в Пиринска Македония с оглед на реализиране на така наречената културна автономия и присъединяване към Народна Република Македония.
След 1948 година вестникът изоставя македонистката доктрина. Публикува статии за историята на Пиринска Македония, за икономически, социални и културни проблеми, външнополитически и спортни събития. Отразява комунистическата партийна дейност в региона. Издава две приложения – „Младост“ (1964 – 1971 месечно, а от 1973 година два пъти в месеца) за младежка тематика и „Вяра“ (от 1979 месечно), за литература, изкуство и публицистика.
От 1 януари 1988 година вестникът става общински всекидневник и бюджетно мероприятие към Общинския народен съвет – Благоевград. Престават да излизат приложенията „Вяра“ и „Младост“. С решение № 415 от 22 август 1988 година на Секретариата на ЦК на БКП „Пиринско дело“ престава да е всекидневник и от 1 януари 1989 година е седмичник. Вестникът излиза и с периодичните приложения „Вяра“ и „Младост“. С решение от 26 юли 1989 година обемът на седмичния вестник е увеличен от 8 на 12 страници, а на 3 август 1989 година отново е променена периодичността на вестника – от 1 януари 1990 година вестникът започва да излиза три пъти седмично, във вторник, четвъртък и събота, а от брой 69, 12 юни 1990 г. отново е регионален информационен всекидневник. От 6 декември 1989 година Министерство на финансите спира целевото субсидиране на вестника.
На 9 април 1992 година 14 журналисти от вестника учредяват Издателска къща „Пиринско дело“, чийто предмет на дейност е издаване на вестника. Управителният съвет е от Борис Николов Чонгов, Офелия Кирилова Янева и Елисавета Димитрова Каменичка. На 4 май 1993 година Издателската къща, поради натрупани дългове, преотстъпва правата по неговото издаване на „Стандарт нюз“ ЕООД с управител Валери Запрянов. От брой 175, 13 септември 1993 г. вестникът излиза в таблоиден формат, на синя финландска хартия с променена заглавна страница и като югозападен всекидневник. От брой 232, 17 октомври 1994 г. до брой 267, 4 декември 1994 година името на вестника е „Стандарт юг“.
През периода 1991 – 1995 година главни редактори на вестника са Кирил Иванов Акшаров (1991), Лора Георгиева Копралева (1991), Борис Чонгов (1991), Катя Златкова (1991 – 1992), Тодор Йорданов Карастоянов (1993), Славей Костадинов (1994) и Атанас Атанасов (1994 – 1995). От април 1994 година конкурентни регионални всекидневници са „Струма“ и „Пирински новини“. Последният брой на „Пиринско дело“ е № 111 (9142) от 26 май 1995 година.
Вестникът е носител на орден „9 септември 1944“ ІІ степен (1971).